# 萬芳
萬芳（ワン・ファン、1967年7月6日 - ）は、台湾八徳市（現：八徳区）出身の歌手、女優。本名は林萬芳。ロックレコード所属。

## ディスコグラフィー

### オリジナル・アルバム
- 1990年 - 時間仍然継続在走
- 1992年 - 放心
- 1992年 - 真情
- 1993年 - 貼心
- 1994年 - TEA FOR TWO
- 1994年 - 断線
- 1995年 - 一切如新
- 1996年 - 割愛
- 1996年 - 就値得了愛
- 1997年 - 左手
- 1998年 - 林萬芳歌本・答案
- 1999年 - 不換
- 2000年 - 這天
- 2002年 - 相愛的運氣
- 2010年 - 我們不要傷心了
- 2012年8月 - 原來我們都是愛著的
- 2015年3月 - 一半。萬芳的小劇場

### コンピレーション・アルバム
- 1996年 - 芳心・精選輯
- 1998年 - 地老天芳•萬芳黄金精選輯
- 2005年 - ONE芳•新歌+精選

### EP
- 2001年 - 收信快楽

## 出演作品

### 舞台
- 1996年 - 莎姆雷特
- 1998年 - 徴婚啓事
- 1999年 - 我妹妹
- 2001年 - 收信快楽
- 2002年 - 愛情沸點八度半
- 2002年 - 北極之光
- 2004年 - 收信快楽
- 2004年 - 西出陽関
- 2006年 - 梨園天神-桂郎君
- 2006年 - 女兒紅
- 2008年 - 宝島一村

### テレビドラマ
- 1996年 - 尋找蓮花
- 1998年 - 聽見彩虹的声音
- 2002年 - 花香番外篇
- 2004年 - 絶地花園系列之《冷鋒過境》
- 2005年 - 《撿稻穗系列-南門外的月光》
- 2005年 - 有一種緑叫做青春緑
- 2008年 - 不愛練習曲
- 2008年 - 長假

### 映画
- 2005年 - 恋人（台湾）
- 2006年 - シルク（台湾）
- 2009年 - 軌道礦車（台湾）
- 2009年 - トロッコ（日本） - 華心 役

### プログラム
- 2013年 - シェア・マイ・ソング（ホンコン・コマーシャル・ラジオ）